# Svračkovo Selo
Svračkovo Selo falu Horvátországban, Lika-Zengg megyében. Közigazgatásilag Udbinához tartozik.

## Fekvése
Gospićtól légvonalban 20 km-re, közúton 30 km-re északkeletre, községközpontjától légvonalban 16 km-re, közúton 24 km-re északnyugatra, a Korbavamező nyugati szélén, a Likai-középhegység lábánál, a Gospićot Korenicával összekötő 25-ös számú főúttól délre fekszik.

## Története
A falunak 1857-ben 727, 1910-ben 809 lakosa volt. A trianoni békeszerződés előtt Lika-Korbava vármegye Udbinai járásához tartozott. Ezt követően előbb a Szerb-Horvát-Szlovén Királyság, majd Jugoszlávia része lett. 1991-ben lakosainak 97 százaléka szerb nemzetiségű volt. A falunak 2011-ben 10 lakosa volt.

## Lakosság
| Lakosság változása | Lakosság változása | Lakosság változása | Lakosság változása | Lakosság változása | Lakosság változása | Lakosság változása | Lakosság változása | Lakosság változása | Lakosság változása | Lakosság változása | Lakosság változása | Lakosság változása | Lakosság változása | Lakosság változása | Lakosság változása |
| ------------------ | ------------------ | ------------------ | ------------------ | ------------------ | ------------------ | ------------------ | ------------------ | ------------------ | ------------------ | ------------------ | ------------------ | ------------------ | ------------------ | ------------------ | ------------------ |
| 1857               | 1869               | 1880               | 1890               | 1900               | 1910               | 1921               | 1931               | 1948               | 1953               | 1961               | 1971               | 1981               | 1991               | 2001               | 2011               |
| 727                | 838                | 693                | 840                | 965                | 809                | 715                | 700                | 448                | 432                | 384                | 301                | 227                | 182                | 8                  | 10                 |

## Nevezetességei
A Nagyboldogasszony tiszteletére szentelt temploma egyhajós, keletelt tájolású épület, a hajónál szűkebb, négyzet alakú szentéllyel, és az oromzaton álló harangtoronnyal. A templom eredetileg középkori volt, de 1873-ban kibővítették a narthex, a kórus és a harangtorony hozzáépítésével, ami jól látszik az épület falainak szerkezetén. A második világháború idején lerombolták, és falai ma koszorú és harangtorony felső szintjéig állnak. A templom tekintettel a középkori (török előtti) építészet műemléki örökségének megőrzésére Lika területén kivételes műemléki értékkel bír.